# Büğdüz

Das Zeichen der Büğdüz

Die Büğdüz waren ein oghusischer Stamm.
Mahmud al-Kāschgharī erwähnte sie unter dem Namen Bügdüz als einen der 24 oghusischen Stämme. Als Totemtier hatten sie einen Sakerfalken. Ihr Stammesname bedeutet im Alttürkischen der, der bescheiden ist und dient.